# グラン・カナリア空港
グラン・カナリア空港（グラン・カナリアくうこう、西: Aeropuerto de Gran Canaria, IATA:LPA, ICAO:GCLP）は、スペインのカナリア諸島グラン・カナリア島東部にある空港である。3100mの滑走路を2本持つ。Aenaが所有する空港の中で、旅客数で6位、運航便数と貨物量で5位の重要な空港である。 
空港はグラン・カナリア島東部のガンド湾に位置する。ラス・パルマスの19 km 南である。 2014年には旅客数が1,030万人を超え、カナリア諸島で1番目、スペインで5番目に多くなった。西アフリカ（モロッコ、西サハラ、モーリタニア、セネガル、カーボベルデなど）、大西洋のマデイラ諸島、アゾレス諸島へ向かう旅客にとって重要な拠点となっている。ビンテル・カナリア、カナリーフライ、ライアンエアー、ノルウェージャン・エア・インターナショナル、ブエリング航空のハブ空港である。TUIフライ・ドイッチュランドとTUIフライ・ノルディックが、冬季のみカーボベルデとガンビアへのチャーター便を運行するための拠点として使用している。 グランカナリア島は、2つの空港があるテネリフェ島に次ぐ、カナリア諸島からの乗客数が最も多い2番目の島である。

## 歴史
1930年4月7日に開港。元々は空軍施設だった。開港により、カナリア諸島への最大の玄関口となり、旅客および貨物の運航においても最も規模が大きくなった。 
1946年に、旅客ターミナルがオープン。建設に2年かかった。1948年に滑走路が建設され、駐機場も含め完成したのは1957年だった。
1963年に駐車場を設置し、ターミナルを拡大。そしてVASISを設置した。1966年に新しい管制塔が建設された。1973年に現在のターミナルがオープンした。1980年に2本目の滑走路が完成した。
1988年2月18日、ビンター・カナリアが、拠点をグラン・カナリア空港に置くことを発表した。1991年10月、ターミナルがさらに拡大された。1997年、グラン・カナリア空港から離陸した米企業オービタル・サイエンシズ社のスターゲイザーからペガサスロケットで小型衛星が打ち上げられた。
2011年7月にNASAのスペースシャトル計画が終了するまで、緊急用着陸地点となっていた。
2015年に大規模な改修がなされ、手荷物ベルトの数が16から24に、チェックインカウンターが96から132に、ゲートが最大40に増えた。

## 就航路線
| 航空会社                             | 目的地 |
| ------------------------------------ | --- |
| エアリンガス                         | ダブリン 季節運航: コーク |
| エア・ヨーロッパ                     | マドリード、サンティアゴ・デ・コンポステーラ 季節運航: アストゥリアス、エイビッサ、マラガ、ボーレンゲ |
| エア・ヨーロッパ・エクスプレス       | フエルテベントゥーラ、ランサローテ、テネリフェ島 |
| アルバスター                         | 季節運航: ベルガモ |
| アトランティック・エアウェイズ       | 季節運航: ヴォーアル |
| オーストリア航空                     | ウィーン |
| アゾレス航空                         | フンシャル、ポンタ・デルガタ |
| ビンター・カナリア                   | アガディール、バンジュール、カサブランカ、ダカール、ダフラ、ラユーン、エル・イエロ、フエルテヴェントゥーラ、フンシャル、ランソラーテ、ラ・パルマ、マラケシュ、ムルシア、ヌアディブ、ヌアクショット、パルマ・デ・マヨルカ、プライア、サル, サンタンデール、テネリフェ島北、テネリフェ島南、ビーゴ、ビトリア、サラゴサ                                                                     |
| ブルーパノラマ航空                   | 季節運航: カトヴィツェ、ワルシャワ |
| ブリティッシュ・エアウェイズ         | ロンドン/ガトウィック |
| ブリュッセル航空                     | ブリュッセル |
| カナリーフライ                       | フエルテベントゥーラ、ランサローテ、ラ・パルマ、テネリフェ島 |
| コンドル航空                         | ベルリン(2020年6月28日に再就航予定)、デュッセルドルフ、フランクフルト、ハンブルク、ハノーファー、ライプツィヒ/ハレ、ミュンヘン、シュトゥットガルト |
| コレンドン・エアラインズ・ヨーロッパ | 季節運航: ケルン/ボン、ハノーファー(2020年6月に就航予定)、ミュンスター/オスナブリュック |
| コレンドン・ダッチ・エアラインズ     | アムステルダム、マーストリヒト／アヘーン |
| ダニッシュ・エア・トランスポート     | 季節運航: オールボー、オーフス、ビルン、コペンハーゲン |
| イージージェット                     | ロンドン/ガトウィック 季節運航: ブリストル、マンチェスター、ニューカッスル・アポン・タイン |
| イージージェット・スイス             | バーゼル/ミュールーズ 季節運航: ジュネーヴ |
| エーデルワイス航空                   | チューリッヒ |
| エンター・エア                       | ワルシャワ 季節運航: カトヴィツェ、ポズナン、ヴロツワフ |
| ユーロウイングス                     | ベルリン/テーゲル、ケルン/ボン、デュッセルドルフ、ハンブルク、ハノーファー、ニュルンベルグ、ザルツブルク、シュトゥットガルト、ウィーン |
| フィンエアー                         | ヘルシンキ |
| フリーバード航空ヨーロッパ           | 季節運航: ライプツィヒ/ハレ(2020年5月3日就航予定) |
| イベリア航空                         | マドリード |
| イベリア・エクスプレス               | マドリード 季節運航: アストゥリアス |
| エア・ノストラム                     | アリカンテ、バレンシア 季節運航: アストゥリアス、レオン、メリリャ、サンタンデール、サンティアゴ・デ・コンポステーラ、バリャドリッド |
| Jet2.com                             | ベルファスト、バーミンガム、イースト・ミッドランズ、エディンバラ、グラスゴー、リーズ/ブラッドフォード、ロンドン/スタンステッド、マンチェスター、 ニューカッスル・アポン・タイン |
| ジェット・タイム                     | チャーター: コペンハーゲン 季節運航: オールボー、オーレ/エステルスン、ビルン、ハルムスタード、ヘルシンキ、ヨンショーピング、カルマル、ルーレオー、マルメ、エーレブルー、オウル、シェルレフテオー、スンツヴァル、タンペレ、ウーメオー、ヴァーサ、ベクショー |
| ラウダ航空                           | 季節運航: デュッセルドルフ、シュトゥットガルト |
| ルクスエア                           | ルクセンブルク |
| ルフトハンザ                         | 季節運航: ミュンヘン |
| モーリタニア航空インターナショナル   | ヌアディブ、ヌアクショット |
| ネオス                               | ミラノ/マルペンサ、ヴェローナ |
| ノルウェー・エアシャトル             | ベルゲン、ビルン、コペンハーゲン、ハンブルク、ヘルシンキ、ロンドン/ガトウィック、マラガ、ミュンヘン、オスロ、ケプラヴィーク、サンデフィヨルド、ストックホルム/アーランダ、トロンハイム 季節運航: ケルン/ボン、ヨーテボリ、カールスタード、オウル、スタヴァンゲル 季節運航チャーター: オーレスン、ボードー、ハルスタッド/ナルヴィック、ハウゲスン、トロムソ                               |
| ノブエア                             | 季節運航チャーター: ヨーテボリ、オスロ、ストックホルム/アーランダ |
| ロイヤル・エア・モロッコ             | カサブランカ、アイウン |
| ライアンエアー                       | バルセロナ、ベルガモ、バーミンガム、ブリストル、ケルン/ボン、コーク、ダブリン、デュッセルドルフ、イースト・ミッドランズ、エディンバラ、ロンドン/スタンステッド、マドリード、ミラノ/マルペンサ、ピサ、セビリア 季節運航: ベルリン/シェーネフェルト、ボローニャ、ボーンマス、ブダペスト、シャルルロワ、フランクフルト、ロンドン/ルートン、マンチェスター、サンティアゴ・デ・コンポステーラ |
| スカンジナビア航空                   | オスロ 季節運航: コペンハーゲン、ストックホルム/アーランダ 季節運航チャーター: オーレスン、ベルゲン、ビルン、エーテボリ、ハウゲスン、クリスチャンサン、モルデ、スタヴァンゲル、トロンハイム |
| スマートウィングズ                   | プラハ |
| トーマス・クック航空スカンジナビア   | 季節運航: コペンハーゲン、オスロ、ストックホルム/アーランダ 季節運航チャーター: オールボー、ベルゲン、ビルン、ボードー、エーテボリ、ハルスタッド/ナルヴィック、ヘルシンキ、ヨンショーピング、カールスタード、クオピオ、ルレオ、マルメ、エレブルー、スタヴァンゲル、サンデフィヨルド、トロムソ、トロンハイム、トゥルク、ウメオ、ヴァーサ                                                  |
| サンドエア                           | 季節運航: ベルリン/テーゲル、ブレーメン、ドレスデン、カッセル |
| TAPポルトガル航空                    | リスボン |
| トランサヴィア                       | アムステルダム、アイントホーフェン、ロッテルダム |
| TUIエアウェイズ                      | バーミンガム、ボーンマス、ブリストル、カーディフ、ドンカスター/シェフィールド、エディンバラ、エクセター、グラスゴー、ロンドン/ガトウィック、ロンドン/スタンステッド、マンチェスター、ニューカッスル・アポン・タイン 季節運航: ロンドン/ルートン 季節運航チャーター: ダブリン |
| TUIフライ・ベルギー                  | ブリュッセル、シャルルロワ、リエージュ、オーステンデ/ブリュージュ |
| TUIフライ・ドイッチュラント          | バーゼル/ミュールーズ、ベルリン/テーゲル、ケルン/ボン、デュッセルドルフ、フランクフルト、ハンブルク、ハノーファー、カールスルーエ/バーデン＝バーデン、ライプツィヒ/ハレ、ミュンヘン、ニュルンベルグ、パーダーボルン/リップシュタット、ザールブリュッケン、シュトゥットガルト |
| TUIフライ・ネーデルラント            | アムステルダム、アイントホーフェン 季節運航: フローニンゲン |
| TUIフライ・ノルディック              | チャーター: エーテボリ、オスロ、ストックホルム/アーランダ 季節運航チャーター: ノルショーピング |
| ボロテア                             | ナント |
| ブエリング航空                       | ア・コルーニャ、アリカンテ、アストゥリアス、バルセロナ、ビルバオ、グラナダ、リヨン、マラガ、マラケシュ(2020年7月就航予定)、ナント、パリ、セビリア、バレンシア |
| ウィズエアー                         | ロンドン/ルートン(2020年6月4日就航予定) |

## 事件と事故
- 1977年3月27日、グラン・カナリア空港が爆破予告を受け、到着予定の旅客機がテネリフェ空港にダイバートした。これがテネリフェ空港ジャンボ機衝突事故が起こる原因の一つとなる。
- 2008年8月20日、スパンエアー5022便（JK5022便） グラン・カナリア空港行きがスペイン、マドリードのマドリード＝バラハス空港で離陸に失敗した（詳細はスパンエアー5022便離陸失敗事故を参照）。